# Mr. Siro
Vương Quốc Tuân (sinh ngày 18 tháng 11 năm 1982), thường được biết đến với nghệ danh Mr. Siro, là một nam nhạc sĩ kiêm ca sĩ người Việt Nam.

## Tiểu sử
Mr. Siro là anh trai của nhạc sĩ, ca sĩ, nhà sản xuất âm nhạc Vương Anh Tú. Từ nhỏ, hai anh em đã được cha mẹ cho đi học nhạc. Đây là tiền đề cho những sáng tác sau này của cả hai. Song song với việc hoạt động nghệ thuật, Vương Anh Tú cũng đã có thời gian dài tập trung kinh doanh. Nhưng sau đó, vì đam mê, anh đã quay trở lại và theo đuổi con đường sáng tác nhạc của mình.

## Sự nghiệp
Ngoài sáng tác và tự trình bày thành công các ca khúc của mình, Mr. Siro còn sáng tác tác phẩm cho những ca sĩ trẻ khác, tạo nên những thành công cho họ như: Bảo Anh (Trái tim em cũng biết đau, Yêu một người vô tâm, Sống xa anh chẳng dễ dàng), Hương Tràm (Người từng yêu anh rất sâu nặng, Em gái mưa), Hòa Minzy (Không thể cùng nhau suốt kiếp), Bích Phương (Em đã sai vì em tin), Erik (Chạm đáy nỗi đau), Trà My Idol (Đừng ai nhắc về anh ấy).
Năm 2012, anh thành lập công ty EGG Production.
Mr. Siro có nhiều ca khúc đã nổi tiếng hit như: Em, I Miss You, I Love You, Giấc Mơ Của Anh, Melancholy (2008), "Chỉ Có Một Người Để Yêu Trên Thế Gian", "Lắng nghe nước mắt" (2012), "Người Con Gái Anh Không Thể Quên", Bức tranh từ nước mắt (2013), Không cần thêm một ai nữa (2014), "Dưới những cơn mưa" (2015), "Yêu một người vô tâm", "Trái tim em cũng biết đau", "Gương mặt lạ lẫm" (2016), và năm 2017, anh đã tạo ra hiện tượng âm nhạc với hai ca khúc: "Em gái mưa" (đạt kỷ lục là bài hát được nghe nhiều nhất trong các bài hát tiếng Việt trên Zing MP3 lúc đó và được nhiều ca sĩ cover lại) và "Sống xa anh chẳng dễ dàng". Sau đó tiếp tục là "Chạm Đáy Nỗi Đau" (2018), "Một Bước Yêu Vạn Dặm Đau" (2019), "Đừng Lo Anh Đợi Mà", "Không thể cùng nhau suốt kiếp" (2020).

## Danh sách đĩa nhạc

### Video âm nhạc
| Năm  | Ca khúc                                       | Sáng tác | Ngày phát hành    | Chú thích |
| ---- | --------------------------------------------- | -------- | ----------------- | --------- |
| 2014 | Tìm Được Nhau Khó Thế Nào                     | Mr. Siro | 16 tháng 11, 2014 | [ 4 ]     |
| 2016 | Không Cần Thêm Một Ai Nữa (ft BigDaddy)       | Mr. Siro | 24 tháng 11, 2016 |           |
| 2018 | Càng Níu Giữ Càng Dễ Mất                      | Mr. Siro | 24 tháng 9, 2018  |           |
| 2019 | Một bước yêu vạn dặm đau                      | Mr. Siro | 14 tháng 3, 2019  |           |
| 2020 | Cô đơn không muốn về nhà                      | Mr. Siro | 9 tháng 1, 2020   |           |
| 2020 | Khóc cùng em (x Gray x Wind)                  | Mr. Siro | 20 tháng 2, 2020  |           |
| 2022 | Người tôi yêu lạnh lùng sắt đá x (Thiện Nữ 2) | Mr. Siro | 28 tháng 2, 2022  |           |

### Lyric video
| Năm  | Ca khúc                           | Sáng tác       | Ngày phát hành    | Chú thích |
| ---- | --------------------------------- | -------------- | ----------------- | --------- |
| 2017 | Tình Yêu Chắp Vá                  | Mr. Siro       | 25 tháng 1, 2017  |           |
| 2017 | Gương Mặt Lạ Lẫm                  | Mr. Siro       | 11 thg 1, 2017    | [ 5 ]     |
| 2017 | Tự Lau Nước Mắt                   | Mr. Siro       | 18 tháng 1, 2017  |           |
| 2017 | Day Dứt Nỗi Đau                   | Mr. Siro       | 23 tháng 3, 2017  |           |
| 2017 | Sống trong nỗi nhớ                | Mr. Siro       | 21 tháng 2, 2017  |           |
| 2017 | Vô Hình Trong Tim Em              | Mr. Siro       | 15 tháng 3, 2017  |           |
| 2017 | Đừng Lo Anh Đợi Mà (Bình Minh Vũ) | Mr. Siro       | 13 tháng 2, 2017  |           |
| 2017 | Đã Từng Vô Giá                    | Mr. Siro       | 13 tháng 4, 2017  |           |
| 2017 | Dưới Những Cơn Mưa                | Mr. Siro       | 17 tháng 2, 2017  |           |
| 2017 | Lắng Nghe Nước Mắt                | Mr. Siro       | 30 tháng 3, 2017  |           |
| 2017 | Lặng Lẽ Tổn Thương                | Mr. Siro       | 31 tháng 8, 2017  |           |
| 2017 | Marry Me                          | Mr. Siro       | 25 tháng 5, 2017  |           |
| 2017 | Dưới Những Cơn Mưa                | Mr. Siro       | 17 tháng 2, 2017  |           |
| 2017 | Phải Chi Lúc Trước Anh Sai        | Mr. Siro       | 13 tháng 7, 2017  |           |
| 2017 | Em Gái Mưa                        | Mr. Siro       | 24 tháng 10, 2017 |           |
| 2017 | Cho Em                            | Wanbi Tuấn Anh | 22 tháng 6, 2017  |           |
| 2021 | Không Muốn Yêu Lại Càng Say Đắm   | Mr. Siro       | 1 tháng 1, 2021   |           |

## Sáng tác
- Anh chỉ là người thay thế (HUI)
- Anh vẫn mất em (Mr. Siro ft. Bình Minh Vũ)
- Bức tranh từ nước mắt
- Cô đơn không muốn về nhà
- Cánh đồng yêu thương
- Chẳng ai đến thế giới này để cô đơn
- Cung bậc sầu
- Chạm đáy nỗi đau
- Càng níu giữ càng dễ mất
- Chỉ có một người để yêu trên thế gian
- Cho em
- Dưới những cơn mưa
- Day dứt nỗi đau
- Đừng lo anh đợi mà
- Đừng tin em mạnh mẽ (Jang Mi)
- Đã từng vô giá
- Đừng ai nhắc về anh ấy (Trà My ft. Mr. Siro)
- Em
- Em đã yêu một người (Lương Minh Trang)
- Em đã sai vì em tin (Bích Phương)
- Em gái mưa (Hương Tràm)
- Giấc mơ của anh
- Gương mặt lạ lẫm
- Hãy nói yêu thôi đừng nói yêu mãi mãi (Chí Thiện)
- Hơi ấm biệt ly (Phạm Quỳnh Anh ft. Ông Cao Thắng)
- I miss you
- I love you
- I belong to you bae (HUI)
- I miss our memories (Mr. Siro ft. Bình Minh Vũ)
- Không cần thêm một ai nữa
- Không thể yêu ai được nữa (Gin Tuấn Kiệt ft. Mr. Siro)
- Khoảng cách và yêu thương
- Không thể cùng nhau suốt kiếp (Hoà Minzy)
- Khóc cùng em
- Không muốn yêu lại càng say đắm
- Không thể không thấy nhớ (Lương Minh Trang)
- Kết thúc không bất ngờ (Lương Minh Trang)
- Lạnh từ trong tim (Quang Vinh ft. Mr. Siro)[6]
- Lắng nghe nước mắt
- Lặng lẽ tổn thương
- Melanchory
- Một bước yêu vạn dặm đau [7]
- Mới Mẻ Nào Cũng Ngọt Ngào (Thanh Hà)[8]
- Marry me
- Mối tình đầu (Bình Minh Vũ ft. Mr. Siro)
- Mưa nắng tình yêu (Lương Minh Trang)
- Một nửa của đời mình (Cao Thái Sơn)
- Mẹ hiểu con không
- Nước mắt và em
- Nụ cười toả nắng
- Nụ hôn sau màn mưa (Bảo Thy)
- Ngây ngô (Lương Minh Trang)
- Người từng yêu anh rất sâu nặng (Hương Tràm ft. Mr. Siro)
- Người con gái anh không thể quên
- Piece of love (Huỳnh Minh Thủy)
- Phải chi lúc trước anh sai
- Sông có khúc, người có lúc (Đinh Ứng Phi Trường)
- Sống trong nỗi nhớ
- Sorry mama (Bình Minh Vũ)
- Sorry babe
- Sống xa anh chẳng dễ dàng (Bảo Anh, Huỳnh Anh, Mai Hồ ft. Mr. Siro)[9]
- Vô hình trong tim em
- Thoáng qua
- Tìm được nhau khó thế nào
- Trái tim em cũng biết đau (Bảo Anh)
- Tưởng rằng đã quên
- Thời hạn của tình yêu
- Tình yêu chắp vá
- Tự lau nước mắt
- Từ ngày còn đi du học
- Yêu một người vô tâm (Bảo Anh)

## Đời tư
Mr. Siro đã kết hôn với Bảo Ngân vào năm 2012.
Mr. Siro đã có chia sẻ về bệnh tật của mình và tiết lộ bản thân đã giảm 30 kg trong vòng 3 năm (từ 2017–2020).

## Giải thưởng
| Năm  | Giải thưởng        | Hạng mục                                           | Đề cử                           | Kết quả   | Tham khảo |
| ---- | ------------------ | -------------------------------------------------- | ------------------------------- | --------- | --------- |
| 2013 | Zing Music Awards  | Ca khúc được chia sẻ nhiều nhất cộng đồng mạng     | Lắng Nghe Nước Mắt              | Đoạt giải | [ 13 ]    |
| 2013 | Làn sóng xanh      | Bài hát có lượt nghe nhiều nhất trên trang nhạc số | Lắng Nghe Nước Mắt              | Đoạt giải | [ 14 ]    |
| 2015 | Làn sóng xanh      | Top 10 nhạc sĩ được yêu thích nhất                 | Bản thân                        | Đoạt giải | [ 14 ]    |
| 2016 | Làn sóng xanh      | Top 10 nhạc sĩ được yêu thích nhất                 | Bản thân                        | Đoạt giải | [ 15 ]    |
| 2017 | Làn sóng xanh      | Top 10 nhạc sĩ được yêu thích nhất                 | Bản thân                        | Đoạt giải | [ 16 ]    |
| 2017 | Làn sóng xanh      | Đĩa đơn của năm                                    | Em gái mưa                      | Đoạt giải | [ 17 ]    |
| 2017 | Làn sóng xanh      | Bài hát hiện tượng                                 | Em gái mưa                      | Đoạt giải | [ 17 ]    |
| 2017 | POPS Awards        | Nhạc sĩ của năm                                    | Bản thân                        | Đoạt giải | [ 18 ]    |
| 2017 | Zing Music Awards  | Nhạc sĩ của năm                                    | Bản thân                        | Đề cử     | [ 19 ]    |
| 2017 | Zing Music Awards  | Ca khúc Pop/Ballad được yêu thích                  | Em gái mưa                      | Đoạt giải | [ 20 ]    |
| 2017 | Zing Music Awards  | Ca khúc của năm                                    | Em gái mưa                      | Đề cử     | [ 20 ]    |
| 2017 | WeChoice Awards    | Trào lưu thu hút giới trẻ trong năm                | Em gái mưa                      | Đoạt giải | [ 21 ]    |
| 2017 | Keeng Young Awards | Ca khúc của năm                                    | Em gái mưa                      | Đề cử     | [ 22 ]    |
| 2017 | Keeng Young Awards | Ca khúc nhạc pop                                   | Em gái mưa                      | Đề cử     | [ 22 ]    |
| 2018 | Làn sóng xanh      | Ca khúc của năm                                    | Chạm đáy nỗi đau                | Đề cử     | [ 23 ]    |
| 2018 | Làn sóng xanh      | Top 10 ca khúc được yêu thích nhất                 | Chạm đáy nỗi đau                | Đoạt giải | [ 23 ]    |
| 2020 | Zing Music Awards  | Ca Khúc Pop/Ballad được yêu thích nhất             | "Không thể cùng nhau suốt kiếp" | Đoạt giải | [ 24 ]    |